# Jayachamarajapura, Chiknayakanhalli
Jayachamarajapura là một làng thuộc tehsil Chiknayakanhalli, huyện Tumkur, bang Karnataka, Ấn Độ.